# Teucholabis platyphallus
Teucholabis platyphallus är en tvåvingeart som beskrevs av Alexander 1945. Teucholabis platyphallus ingår i släktet Teucholabis och familjen småharkrankar. Inga underarter finns listade i Catalogue of Life.